# Beten (Mythologie)

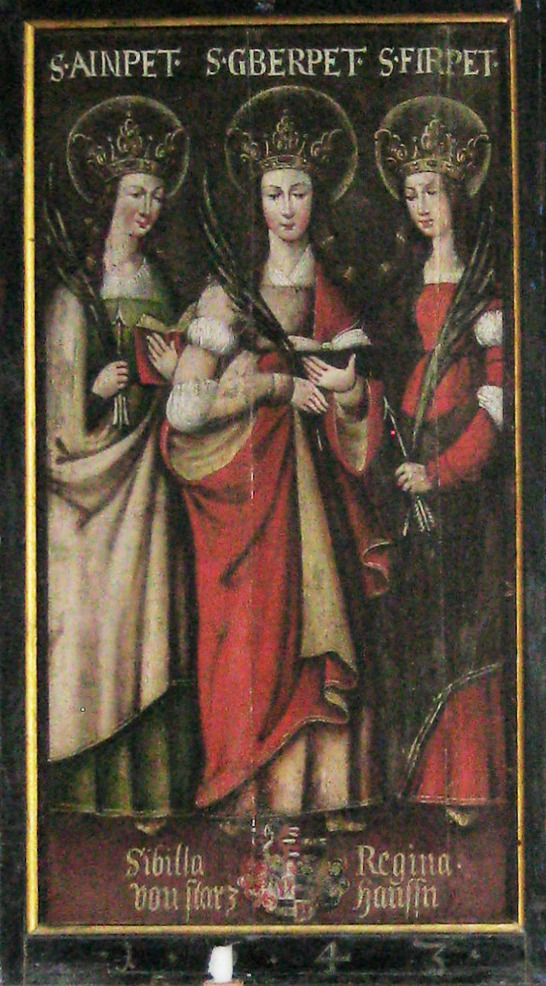
Von links nach rechts: Ainpet, Gberpet und Firpet. Gemälde von 1643. St. Alto in Leutstetten bei Starnberg.

Als drei Beten (auch Bethen, Beden oder lautähnlich geschrieben) bezeichnet man die christliche Dreiergruppe der Heiligen Einbeth, Warbeth und Wilbeth. Aus diesen wurde verschiedentlich auf die Existenz gleichnamiger keltischer Göttinnen zurückgeschlossen, die ebenfalls Beten genannt werden.

## Namensvarianten
Die Beten werden in der Esoterik seit der maßgeblichen Veröffentlichung 1936 durch Hans Christoph Schöll aufgrund des allen drei gemeinsamen Namensendes so bezeichnet. In jüngerer Zeit wird dieser Begriff öfter auch auf die christlichen Gestalten angewandt. Im Mittelalter und der frühen Neuzeit wurden diese meist drei heilige Jungfrauen o. ä. genannt. Ihre Namen kommen in sehr verschiedenen Varianten vor. Die am häufigsten auftretenden Formen sind Einbeth, Warbeth, Wilbeth, regional finden sich aber weitere Varianten:
- Einbet(h), Ainbeth, Ainpeta, Einbede, Ambet, Ambede, Embede, Aubet u. a.
- Warbet(h), Gwerbeth, Worbeth, Warbede, Barbeth, Borbede, Wolbeth u. a.
- Wilbet(h), Willebede, Vilbeth, Wilbede, Fürbeth, Firpet, Cubet u. a.

Antike Inschriften mit den Namen der drei Beten sind nicht bekannt, ebenso wenig kommen sie in der keltischen Literatur der britischen Inseln vor. Möglicherweise hat aber die Dreizahl bei keltischen und germanischen Göttinnengruppen wie den Matronen die Herausbildung christlicher Gruppen von Drei heiligen Frauen beeinflusst – im Gegensatz zum slawischen und skandinavischen Raum, in dem Vierergruppen bevorzugt werden.

## Heutige Verbreitung
Die drei heiligen Jungfrauen werden in Kirchen und Kapellen vor allem des südlichen deutschen Sprachraums verehrt. Gehäuft finden sie sich in Südtirol und Oberbayern (hier auch als die Saligen bezeichnet), sowie am Oberrhein. Die zwei nördlichsten Orte liegen östlich und westlich von Köln. Dazwischen gibt es nur vereinzelte Verehrungsstätten, außerhalb des deutschen Sprachraums sind keine bekannt. Einbet tritt öfters auch allein auf, fast doppelt so oft jedoch in der Dreiergruppe. In Oberbayern steht einmal auch Wilbet alleine.
Die drei Heiligen sind nicht in die offizielle kirchliche Heiligenliste aufgenommen.

## Forschungsgeschichte
Die hl. Einbeth ist bereits in der zweiten Hälfte des 12. Jahrhunderts in Straßburg belegt. In der zweiten Hälfte des 14. Jahrhunderts traten ihr Wilbet und Worbet zur Seite. Ihr Kult bekam Auftrieb, als sie im 15. Jahrhundert in die Gefährtinnen der Heiligen Ursula eingereiht wurden, und weiter im 17. Jahrhundert durch die Arbeit von Hermann Crombach zu diesem Kreis.
Der Ursprung der drei Namen ist unbekannt. Zur Zeit der Romantik im 19. Jahrhundert kam die Vermutung auf, dass die drei heiligen Jungfrauen aus einer älteren germanischen Göttinnengruppe wie den Nornen oder aus den keltischen Matronen entstanden seien. Der Germanist Paul Herrmann deutete in sie in der Deutschen Mythologie (1898) als drei Schicksalsgöttinnen, wobei „Ainbet (Aginbete)“ die Schreckens-Gebieterin sei (vgl. urwestgerm. *agi ‚Schrecken‘), „Warbet“ die Gebieterin der Verwirrung oder Zwietracht, „Wilbet“ schließlich die Gebieterin des Gewollten, der Wünsche.
Der Heidelberger Heimatforscher Hans Christoph Schöll entwickelte 1936 in der Abhandlung Die drei Ewigen – Eine Untersuchung über germanischen Bauernglauben eine umfassende Theorie, die die drei hl. Jungfrauen auf eine germanische bzw. bereits indogermanische Götterdreiheit zurückführt, die sich im germanischen Bauernglauben erhalten habe. Allerdings erhebt die Arbeit nach eigenem Bekunden Schölls nicht den Anspruch einer wissenschaftlichen Beweisführung. Ein angekündigter zweiter Band mit wissenschaftlich haltbaren Nachweisen für seine Thesen ist nie erschienen. Daher, und weil die Theorie lediglich auf (teils sogar nachweislich falschen) lautlichen Ähnlichkeiten ohne sprachwissenschaftliche Methodik aufbaut, wurde sie aus wissenschaftlicher Sicht umgehend zurückgewiesen und bis heute von den Wissenschaften völlig abgelehnt. Trotzdem hat sie in esoterischen Kreisen und zum Teil auch in populärwissenschaftlicher Literatur im deutschsprachigen Raum weite Verbreitung gefunden. Außerhalb des deutschen Sprachraums ist sie dagegen nahezu unbekannt.

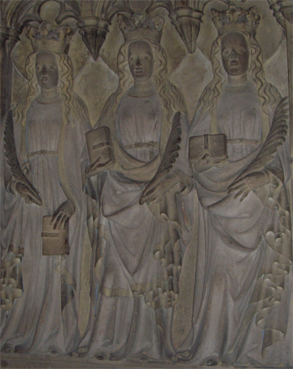
V. l. n. r.: Embede, Warbede und Willebede. Dom zu Worms (Nikolauskapelle).

## Interpretationen in der modernen Esoterik
Schöll ging davon aus, dass die drei hl. Jungfrauen direkt auf eine (ansonsten unbekannte) heidnisch-germanische Göttertrias zurückgeführt werden könnten. Er führte die Namen auf die seiner Meinung nach ursprünglichen Formen Ambet, Borbet und Wilbet zurück und verglich die Namen aufgrund lautlicher Ähnlichkeiten mit keltischen Wortwurzeln. Auf diese Weise interpretierte er Ambet als jungfräulich-mütterliche Erdgöttin, Borbet als mütterliche Sonnengottheit und Wilbet als Glücksgöttin und Mondfrau. Sie seien also ursprünglich bäuerliche Göttinnen der Fruchtbarkeit und Ernte und Helferinnen gegen Krankheit, Viehseuche und Kindsnöte gewesen.
In der Folge wurden die Beten aber auch als Schicksalsfrauen nach dem Vorbild der germanischen Nornen oder als Totengöttinnen angesehen. Heute werden sie jedoch lieber der keltischen Mythologie zugerechnet. Besonderer Beliebtheit erfreut sich in den letzten Jahren die Vorstellung, dass sie die Hauptgottheiten einer mehr gynozentrisch ausgerichteten Religion gewesen seien.

## Kultstätten
Nach Schöll sollen überall in Mitteleuropa und Großbritannien Kultplätze der Beten ihre Spur in Orts- und Flurnamen hinterlassen haben, die (teils nur vage) Ähnlichkeiten mit Namensbestandteilen der drei Beten aufweisen. Dabei hat er sich fast immer auf die heutige Namensform des Ortes gestützt und ältere, ursprünglichere Namensformen, sowie bestehende Herleitungen der Namen ignoriert. Sprachwissenschaftliche Methoden wie etwa die Berücksichtigung von Lautverschiebungen und regionalen Dialekten wurden ebenfalls nicht angewandt. Ein Beispiel ist Besançon, das in der Antike jedoch Vesontio hieß. Nach H. Vorwahl beruhen Schölls Rekonstruktionen auf einer Methodik der «[...] krampfhaften Ideenassoziation, durch die es gelingt, überall Beziehungen zu den drei ‹Beten› zu finden.» Die von Schöll und späteren Verfechtern seiner Theorie in deutschen und europäischen Ortsnamen vermuteten Kultstätten der Beten sind daher wissenschaftlich nicht anerkannt.

## Belege des Kults
Die Liste umfasst eine nicht vollständige Sammlung von Orten, an denen die drei Jungfrauen verehrt wurden. Sie enthält auch Beschreibungen von heute noch vorhandenen Darstellungen, Namensbelege mit den jeweiligen Schreibweisen und andere Informationen zum Kult.
| Staat | Land | Ort                                     | Stätte                                  | Einbet                   | Worbet/Warbet                      | Wilbet                   |
| ----- | --- | --------------------------------------- | --------------------------------------- | ------------------------ | ---------------------------------- | ------------------------ |
| A     | Tirol (Nordtirol) | Obsaurs                                 | Kirche St. Vigil                        | Ambett, Anbett           | Gwerbett(en)                       | Wilbett, Vilbett         |
|       | Belege: Namen urkundlich belegt seit 1602. Bildnis mit Namen (um 1650). |                                         |                                         |                          |                                    |                          |
| D     | Baden-Württemberg | Freiburg im Breisgau (Stadtteil Wiehre) | Kirche Sankt Cyriak und Perpetua        | Einbete                  | Warbete                            | Vilbete                  |
|       | Belege: Wiehre ist das ehemalige Adelshausen. An Stelle der heutigen Kirche stand früher die Kirche St. Einbeth (Erwähnung 13. Jh.). |                                         |                                         |                          |                                    |                          |
| D     | Bayern (Mittelfranken) | Abenberg (Roth)                         | Kloster Marienburg                      | Winterbring              | Gewera                             | Wiedakumma               |
|       | Belege: Namen belegt durch Sage (19. Jh.). |                                         |                                         |                          |                                    |                          |
| D     | Bayern (Niederbayern) | Schildthurn                             | Kirche St. Ägidius und Hl. 3 Jungfrauen | Ainbeth, Einbeth, Ambeth | Barbeth, Warbeth                   | Wil(l)beth               |
|       | Belege: Inschrift mit Namen von 1837 mit Verweis auf 1237. Dankinschrift, die sich allgemein auf ein Verlöbnis nach Schildthurn bezieht (1419). Bildnisse mit Namen, Figuren. |                                         |                                         |                          |                                    |                          |
| D     | Bayern (Oberbayern) | Andechs                                 | Kloster Andechs                         | Ainbeten                 | ---                                | ---                      |
|       | Belege: Urkundlicher Beleg über eine Reliquie der Ainbet (1572). |                                         |                                         |                          |                                    |                          |
| D     | Bayern (Oberbayern) | Leutstetten (Starnberg)                 | Kirche St. Alto                         | Ainpet, Ainbeth          | Gberpet, Gewörbeth                 | Firpet, Fürbeth          |
|       | Belege: Urkundlicher Beleg der Namen (1607) mit Verweis auf 1605. Holztafelbild mit Namen (1643). Weiterer Beleg ist wohl der Name des Ortsteils Einbettl bei Leutstetten, wo sich in einer Kapelle vormals das Bild befand. In der Nähe befindet sich die Drei-Bethen-Quelle, wo trotz Warnungen des örtlichen Gesundheitsamtes von Besuchern Wasser entnommen und Votivgaben hinterlassen werden. |                                         |                                         |                          |                                    |                          |
|       | Darstellung: Auf einer Holztafel 3 Frauen mit langen Haaren und Kronen mit Heiligenschein. Ainpet: Grünes Untergewand, weißes Obergewand; Gberpet: weißes Untergewand, rotes Obergewand; Firpet: rotes Untergewand, schwarzes Obergewand. Hände: Ainpet mit Palmwedel, Pfeil und Buch; Gberpet mit Palmwedel und Buch; Firpet mit Palmwedel und Pfeil.                                              |                                         |                                         |                          |                                    |                          |
| D     | Bayern (Oberbayern) | Schlehdorf (Kochelsee)                  | Kirche St. Tertulin                     | Einbet, Ainbett, Ainbeth | Wolbet(h), Walbet(h)               | Vilbet(h)                |
|       | Belege: Verehrung wohl schon seit 1348. Namen urkundlich belegt seit 1563. 3 Figuren auf dem Frauenaltar (2. Hl. 18. Jh.). |                                         |                                         |                          |                                    |                          |
|       | Darstellung: Figuren: alle 3 mit Strahlenkranz. Die mittlere hält ein Buch in den Händen, in das sie blickt. Die linke sieht nach unten. Die rechte sieht nach oben. Sonst ohne Attribute. |                                         |                                         |                          |                                    |                          |
| D     | Nordrhein-Westfalen (Köln) | Frauweiler (Bedburg)                    | ---                                     | Einbet                   | Worbet                             | Wilbet                   |
|       | Belege: Frauweiler existiert seit 1965 nicht mehr. Früher Darstellung (mit Namen?) in der Pfarrkirche (belegt für 20. Jh.). Festtag war 1.8. |                                         |                                         |                          |                                    |                          |
| D     | Rheinland-Pfalz | Worms                                   | Dom St. Peter                           | Embede                   | Warbede                            | Willebede                |
|       | Belege: Steinrelief mit Namen (um 1420) in der Nikolauskapelle des Doms. Herkunft: Das heute zerstörte Bergkloster westl. von Worms. Der älteste Namensbeleg von Worms = borbetamagus (kelt.-röm., 2.–3. Jh.). |                                         |                                         |                          |                                    |                          |
|       | Darstellung: Auf Steinrelief 3 Frauen mit langen Haaren und Kronen, in den Händen je Palmwedel und Buch. Embede hält ein Buch senkrecht nach unten, Warbede senkrecht nach oben, Willebede quer. Embede hält ihr Buch in der rechten Hand, Warbede und Willebede in der linken. |                                         |                                         |                          |                                    |                          |
| F     | Elsass | Straßburg                               | Kirche St. Peter und St. Michael        | Einbetta                 | Worbetta                           | Wilbetta                 |
|       | Belege: Angebl. Grabstätte der 3 Beten (seit 1460) (lt. urkundl. Beleg mit Namen von 1647). Festtag: 16. bzw. 17.9. (je nach Quelle). |                                         |                                         |                          |                                    |                          |
| I     | Südtirol (Eisacktal) | Klerant (Brixen)                        | Kirche St. Nikolaus                     | Ampet                    | Gewer                              | Bruen                    |
|       | Belege: Fresko mit Namen (15. Jh.). |                                         |                                         |                          |                                    |                          |
|       | Darstellung: 3 Frauen mit Kronen und Heiligenschein. Jede eine goldene Kugel in der Hand, Ampet zudem eine Kette. Gewandfarben: Ampet schwarz; Gewer rot; Bruen weiß. |                                         |                                         |                          |                                    |                          |
| I     | Südtirol (Pustertal) | Meransen (Pustertal)                    | Kirche St. Jakobus und Hl. 3 Jungfrauen | Ampet, Aubet(ta)         | Gewerpet, Quere, Guerre, Gwerbetta | Gaupet, Cubet, Villpetta |
|       | Belege: Namen urkundlich belegt seit 1382. Altar mit Figuren mit Namen. Prozessionsfiguren mit Namen (15. Jh./17. Jh. je nach Quelle). Weitere bildl. Darstellungen. Festtag: 16.9. Das Volk deutet die Namen als aufwärts, abwärts und quer (Quere) (vgl. Haltungen der Bücher auf Wormser Steinrelief und Blickrichtungen in Schlehdorf).                                                         |                                         |                                         |                          |                                    |                          |